# Fedro (epicureo)
Fedro (in greco antico: Φαῖδρος?, Phaîdros; 138 a.C. – 70/69 a.C.) è stato un filosofo epicureo greco antico.

## Biografia
Dopo la morte di Zenone di Sidone, fu scolarca della scuola epicurea ad Atene intorno al 75 a.C. Gli successe Patrone.
Contemporaneo e amico di Cicerone, Fedro ebbe modo di frequentare l'oratore romano durante il soggiorno di quest'ultimo ad Atene (80 a.C.), anche se era già anziano e si era già imposto come figura di spicco della scuola epicurea.
Fu anche in rapporti di amicizia con Velleio, che Cicerone, nel suo De natura deorum, presenta come il difensore dei principi epicurei, e in modo particolare con Tito Pomponio Attico. 

## Sugli dei
Sappiamo che Cicerone, proprio per lo stretto rapporto intercorso tra Fedro e Attico, avrebbe scritto all'amico per avere il saggio di Fedro Sugli dei (in greco antico Περὶ θεῶν?, Perì theôn), che dovrebbe essere tra le fonti di cui Cicerone si servì per scrivere il primo libro del De natura deorum.